# Transporte colectivo de la Ciudad de México
El transporte colectivo de la Ciudad de México es una red de transporte público motorizado integradas por miles de autobuses, microbuses y furgonetas colectivas de baja capacidad, semipúblicos. En ciertas áreas de la ciudad también operan bicitaxis, mototaxis y algunos taxis bajo modalidad colectiva, así como diversas aplicaciones para teléfonos móviles que gestionan vehículos compartidos. En la Zona Metropolitana del Valle de México, que comprende a la Ciudad de México, en 2014 44 % de un total de 21.6 millones de viajes se realizaban en microbuses o colectivos.

## Marco legal
El organismo regulador oficial del transporte colectivo de la Ciudad de México es la Secretaría de Movilidad del Distrito Federal (Semovi), y la legislación vigente desde 2002 es la Ley de Transporte y Vialidad en el Distrito Federal.

## Tipos de transporte

### Bicitaxis, mototaxis, golfitaxis
Se calcula que en 2013 existían entre 20 y 50 mil bicitaxis en la Ciudad de México, de los cuales 600 operaban en el Centro Histórico de la Ciudad de México. Por la denominación bicitaxi se puede comprender bicicletas que funcionan como tracción de remolques, aunque existen también mototaxis o golfitaxis, es decir, carritos de golf habilitados como transporte.
No se sabe la cifra exacta debido a la falta de regulación y supervisión por parte de las autoridades. Según la organización de bicitaxistas Transporte Alternativo en Marcha, este servicio abarca las delegaciones Azcapotzalco, Coyoacán, Cuauhtémoc, Gustavo A. Madero, Iztapalapa, Venustiano Carranza, Tláhuac y Xochimilco. La encargada de su regulación antes de 2012 eran las jefaturas delegacionales de la Ciudad de México, pero por cambios legislativos en 2002 es la Semovi la responsable. Debido a que no se exige licencia ni examen alguno para la operación de estos vehículos, es común que sean fuente de empleo informal para miles de personas. Este servicio ha sido señalado por organizaciones de la sociedad civil como adecuado debido a sus ventajas en cuanto a espacio y a reducción de emisiones de contaminantes.

## Deficiencias
A la par del crecimiento de la población, las flotas de transporte público no se incrementaron ni se renovaron, ni cambiaron los modelos de su operación y concesión, por lo que la percepción de la población usuaria generalmente es que dicho servicio es "malo, lento, peligroso, deteriorado y sinónimo de pobreza". Casi la mitad de muertes por atropellamiento que ocurrieron en la capital mexicana involucraron a un transporte colectivo.